# Treste
Il Treste è un fiume abruzzese, affluente del fiume Trigno, che a sua volta sfocia nel mare Adriatico.
Il nome del corso d'acqua avrebbe il significato di "fonte". Nasce nel monte Castel Fraiano, ad un'altitudine di 1412 m s.l.m., presso il comune di Castiglione Messer Marino, e scorre per 37 km con una portata media di 50 m³/s, attraversando, nell'ordine, il territorio dei comuni di Fraine, Carunchio, Liscia, Palmoli, San Buono, Furci, Fresagrandinaria e Cupello (per un brevissimo tratto), fino a confluire a sinistra nel fiume Trigno, in località Bonifica Bufalara, presso Lentella. Durante il suo corso viene alimentato a sinistra dal canale Vallone Lama in corrispondenza della località di Ponte Rio Torto, nel comune di Fraine.
Il 3 dicembre 2011 le guardie ittiche dell'ARCI Pesca hanno rinvenuto uno scarico idrico inquinante, consistente in liquami che hanno contaminato le acque del fiume. Episodi analoghi erano già stati denunciati dall'ARCI stesso nel 2010.